# Олеський замок

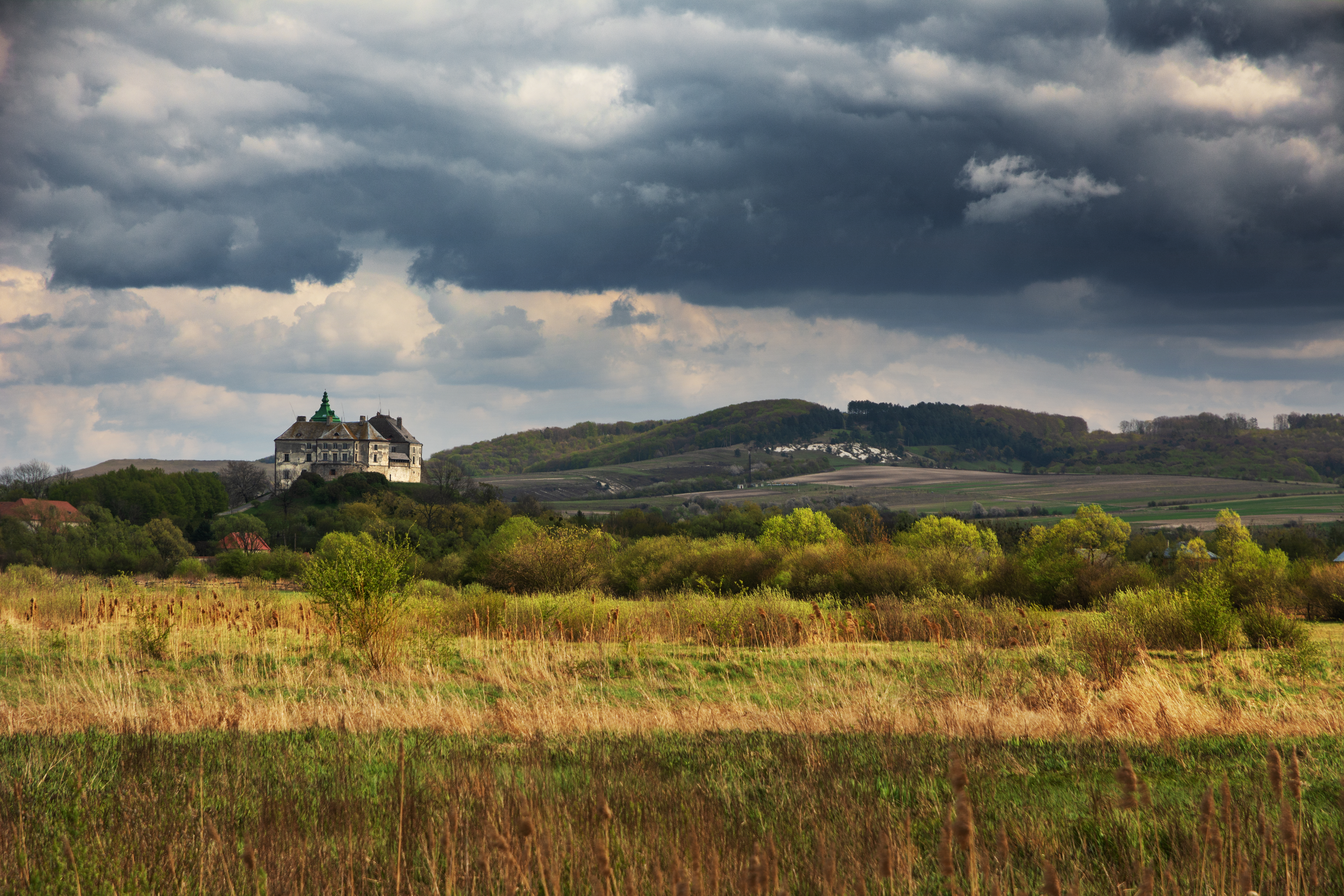
Вид на замок

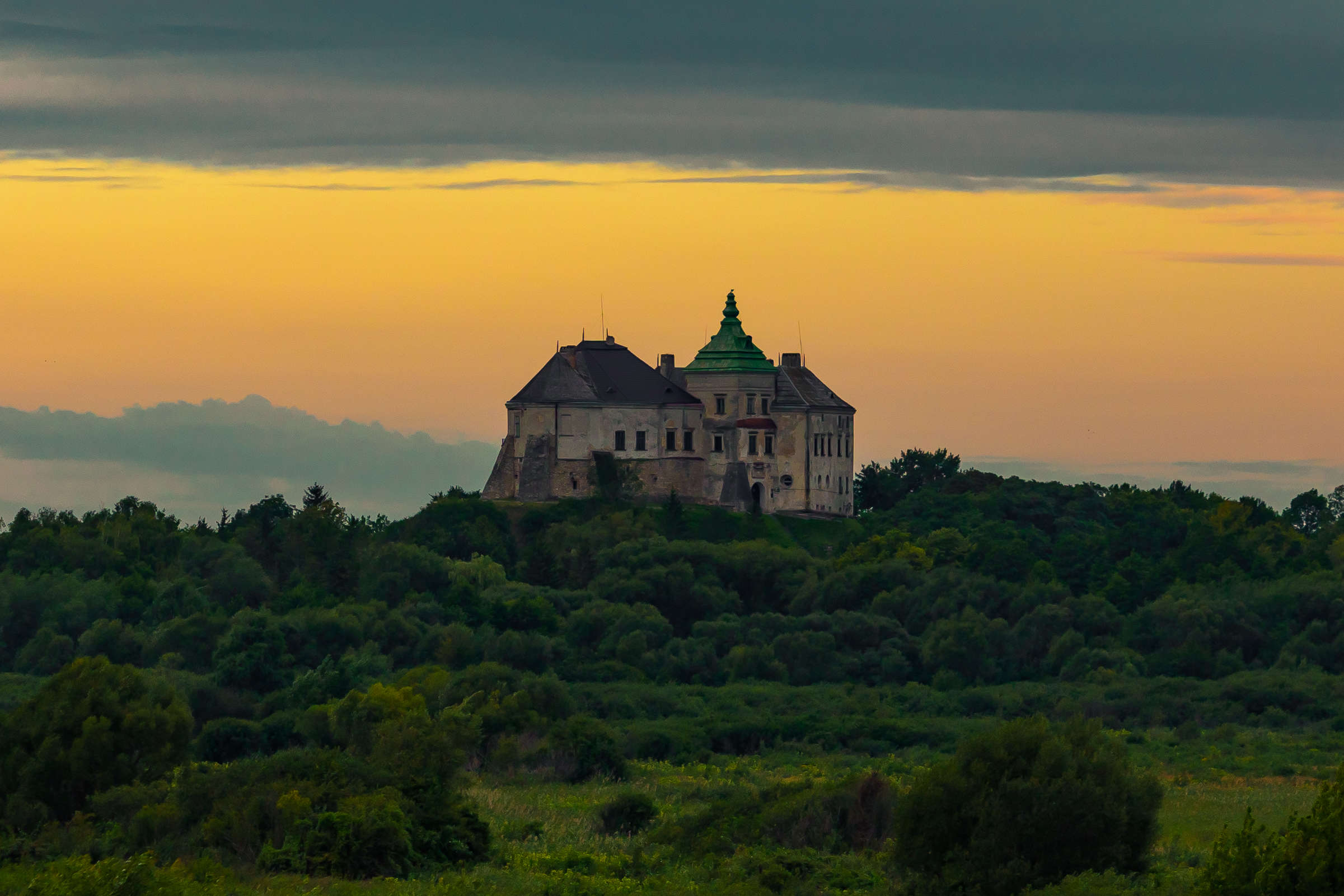
Олеський замок на світанку

Оле́ський за́мок — пам'ятка архітектури та історії XIII—XVIII століть, розташований у смт Олесько, Золочівського району Львівської області. Один із найдавніших в Україні замків, імовірно, побудований одним із синів галицько-волинського князя Юрія Львовича на плато пагорба, який височить серед заплави річки Ліберція.

## Історія

### XIV—XV століття
Уперше згаданий в історичних джерелах 1327 року: замок перейшов у володіння князя Юрія II — сина мазовецького князя Тройдена і його дружини руської княжни Марії (дочки Юрія І), запрошеного боярами на галицько-волинський королівський (князівський) престол після згасання роду Романовичів. Дата дозволяє припустити, як одну із версій, що замок побудований одним із синів галицько-волинського князя Юрія Львовича — Андрієм або Левом. Первинно він був низькою оборонною спорудою овальної форми, що відповідала рельєфу горба. Широкий двір, оточений кам'яною стіною, мав один в'їзд з брамою і вежею. Ці мури частково збереглися як нижній ярус сучасного замку.
Той період історії — XIII століття — позначений грізними подіями: Київська Русь розпалась на окремі удільні князівства і, знесилена внутрішніми чварами, втратила свою могутність та стала здобиччю зовнішніх ворогів. 1223 року військо Чингісхана розгромило дружини руських князів та їхніх союзників на річці Калці. Спалюючи городища, руйнуючи поселення, монголо-татарські орди докотились до західних рубежів Київської Русі. 1241 року загони Батия знищили давньохорватське і давньоруське місто Пліснеськ, яке розташоване за 10 кілометрів від Олеська. Замок постав у час тяжких випробувань для всіх руських земель: їх поневолювали монголо-татари, на них зазіхали також угорські, польські й литовські феодали. У середині XIV століття під владою феодальної Литви опинилися чернігово-сіверські землі, Київщина, частково Поділля та Волинь. Польща захопила Галичину й Західну Волинь; Буковина відійшла до складу Молдавського князівства, Закарпаття відвоювали угорські феодали.

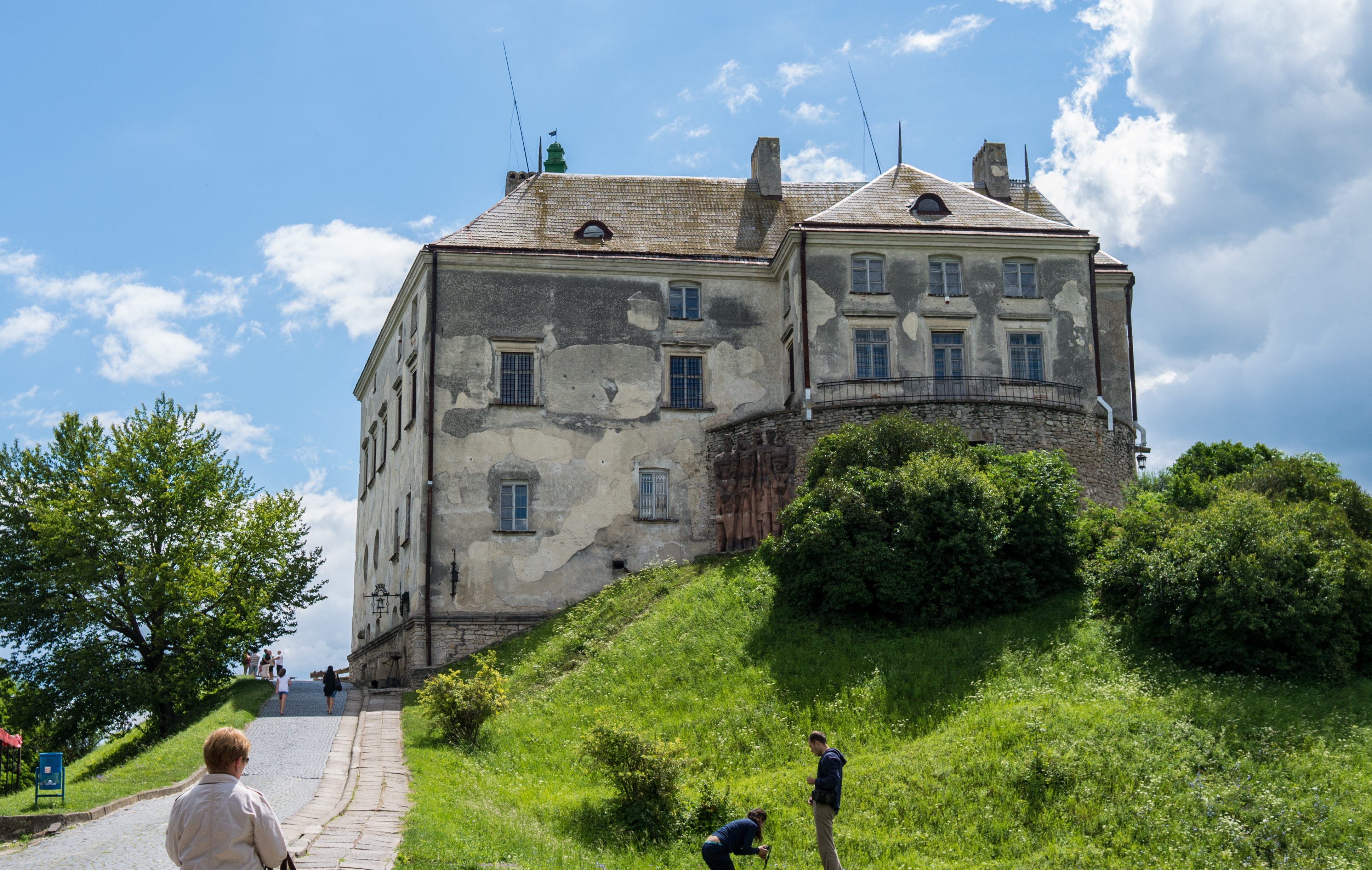
Олеський замок (західна сторона)

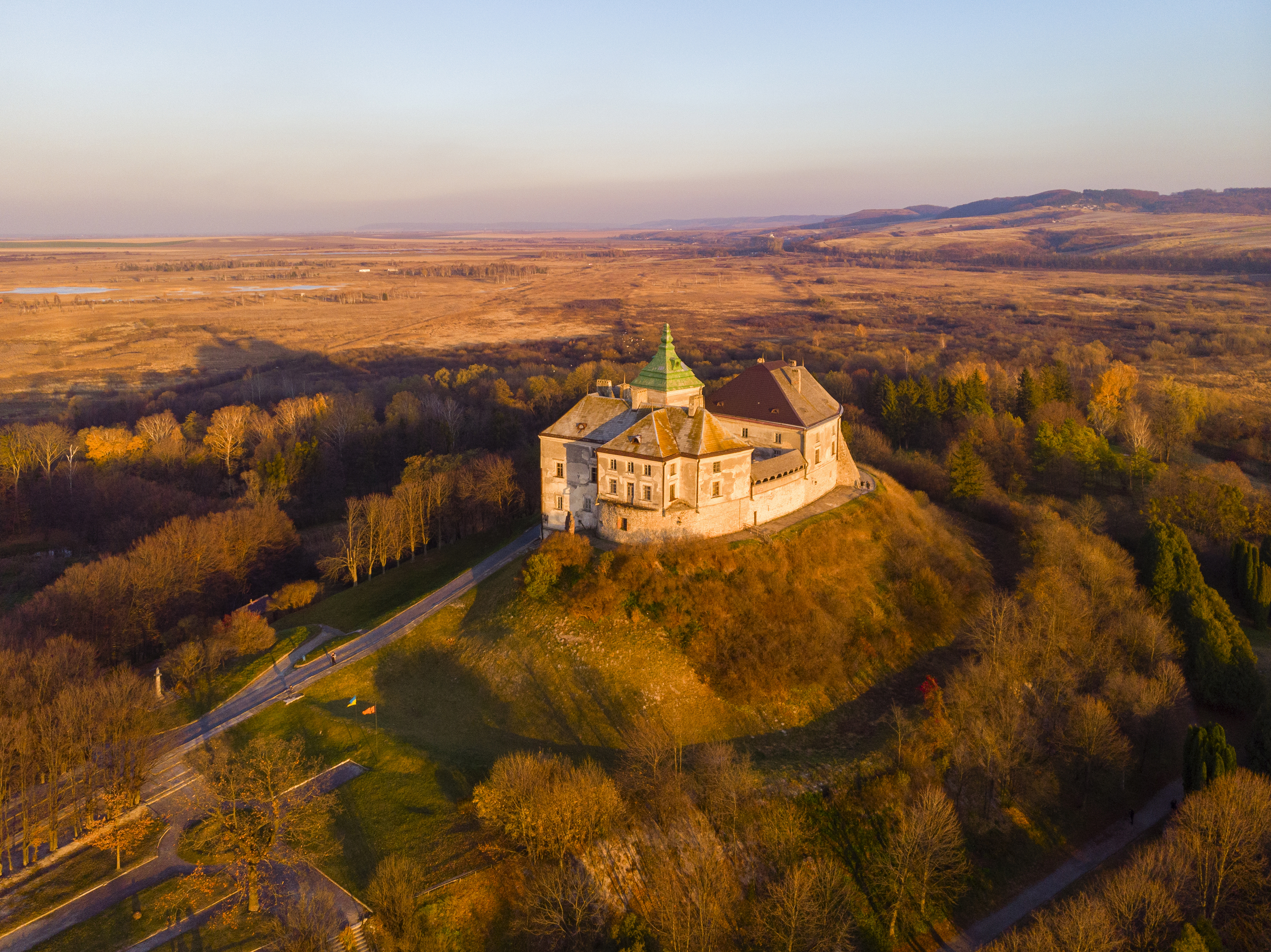
Вид на замок з повітря

Олеський замок стояв на межі Волині й Галичини, опинився на кордоні Литви й Польщі, за нього точилася постійна боротьба між цими державами. З 1340 року замком володів литовський князь Любарт. 1366 року його відвоював польський король Казимир III Великий. Коли на трон зійшов його племінник Людовик I — король польський і угорський, замок перейшов до князя Владислава Опольського. Останній, проводячи політику загарбання й окатоличення галицьких земель і добиваючись від Риму права на створення окремої Галицької митрополії РКЦ, передав у 1375 році Олеську фортецю разом із Рогатином і Тустанню галицькому латинському архиєпископу — очільнику новозаснованої Галицької архидієцезії. Це викликало протест руського населення — і замок захоплено ненадовго повстанцями. 1377 року король розмістив тут угорські війська, які через 5 років, зразу після смерті Людовика І, за викуп залишили замок Любарту.
Для зміцнення свого становища на руських землях Королівство Польське й Велике князівство Литовське у 1385 році уклали договір — так звану Кревську унію — об'єдналися в одну державу. Великий князь литовський Владислав II Ягайло одружився з польською королевою Ядвігою, став королем об'єднаної держави; його намісником на руських землях залишився брат короля — великий князь Свидригайло Ольгердович. Згодом між братами почалися суперечки: руські бояри, які вороже ставилися до феодально-католицького засилля Корони, підтримали Свидригайла.
Олеська фортеця залишалася півстоліття неприступною для польських магнатів. 1431 року, коли Ягайло тримав в облозі Луцьк, князь Казимир II Белзький (Мазовецький) рушив на Олесько. Але фортеця не піддалась: оборону її очолив державець замку Богдан Рогатинський (за іншими даними, Івашко Преслужич з Рогатина). До селянських загонів приєдналися і місцеві бояри.
Після укладення перемир'я між Ягайлом та Свидригайлом (2 вересня 1431 року) замки в таких містах як Кам'янець-Подільський, Смотрич, Скала-Подільська, Ратне, Ветли, Городло, Лопатин, перейшли в руки поляків, а Олеський лишився Свидригайлові. Король пробачив олеським боярам їхній виступ, 18 жовтня того року видав їм документи на володіння землями. Але 26 жовтня вояки Свидригайла з Олеської фортеці порушили перемир'я, напали на один з дворів польського судді, зятя руського шляхтича Ходка Лоєвича, Станіслава «Осташка» Давидовського. За даними польського дослідника М. Вілямовського, двір спалили разом з челяддю.
Наприкінці 1432 року Олеський замок після тривалої облоги було здобуто військами польського короля.
Важливе світло на події 1431—1432 років проливає грамота короля Ягайла, у якій він пробачив олеських бояр (зем'ян) за участь в антипольській боротьбі і підтримку великого князя Свидригайла. Цей документ опублікував галицький історик Антоній Прохаска під назвою «Королівське пробачення олеських зем'ян у 1431 році». Однак у самому тексті грамоти зазначено, що вона була видана пізніше, а саме у Львові у день євангеліста Луки, тобто 18 жовтня, року Божого 1432 — «datum Leopoli in die sancti Luce evangeliste sub anno domini Millesimo quadringentesimo tricesimo secundo». Таким чином, королівська грамота могла бути пробаченням за попередні виступи «олеських панів і зем'ян», але водночас вона була ультиматумом з вимогою визнати владу польського короля і скласти присягу на вірність.
У той час внаслідок двірцевого перевороту, спровокованого поляками, у Великому князівстві Литовському великим князем був обраний Сигізмунд Кейстутович, який 15 жовтня 1432 року видав грамоту про врегулювання відносин з Польським королівством і, зокрема, прикордонних спорів. Згідно з цим документом Олеський замок з округою передавалися Польському королівству. Однак олеські зем'яни, як і князь Свидригайло, не визнавали цього рішення і продовжували боротьбу. Не дочекавшись вірнопідданої делегації з Олеського замку навіть після видання помилувальної грамоти, король Ягайло відправив на здобуття непокірної твердині свої найкращі придворні полки.
Королівська грамота зберегла імена і прізвища місцевих шляхтичів (зем'ян), які підтримували олеського старосту Івашка Рогатинського. Їхні прізвища походять від назв службових маєтків Олеського замку: Масько Каленикович був посідачем маєтку Каленик (Калениковичі), що знаходилося на південь від Олеська і ще наприкінці XIX століття згадувалося як частина міста. Олехнові Черемоському належала Черемошня, Івашкові Мостичу Кадлубицькому — Кадлубичі (Лучківці), Дзюрдзьові Струтинському — Струтин, Сенькові Смоленському — Смільне, Демкові Жидівському — Ожидів, Янушові Підгорецькому — Підгірці, Неґові Стрибродському (Трибродському або Старобродському)  — Старі Броди, Симонові Беруинському (Берлинському) — Берлин, Ходькові Хоросчецькому(?) Жулицькому — Жуличі, Леонові (Леву) Чеському — Чехи (Лугове). Деякі неточності у прізвищах службовців Олеського замку могли бути спричинені також тією обставиною, що спочатку королівська грамота була складена руською (давньоукраїнською) мовою, а згодом був зроблений її латинський варіант.
Визвольна боротьба олеських загонів проти феодально-католицького засилля відбувалася паралельно з антифеодальним, національно-визвольним і антикатолицьким гуситським рухом, що був могутнім прологом до європейської реформації XVI століття.
Після здобуття Олеського замку королівськими військами його було передано разом із навколишніми землями у вічне користування Янові із Сенна — синові Добєслава, нащадки якого по Петру Сененському почали називатися Олеськими. Остання руська фортеця на галицьких землях упала — почалося жорстке пригнічення руського народу, що тривало майже 6 століть. Як символ окатоличення руського населення у кінці XV століття в Олеську постав костьол. Також зазнав перебудов сам замок — зокрема, у південно-східній частині постала двоповерхова житлова будівля та каплиця. А на подвір'ї викопано колодязь великої глибини — 42 м (через розміщення замку на горбі до рівня ґрунтових вод досить далеко).

### XVI—XVII століття
Друга половина XV — перша половина XVI століття — важкі часи для місцевих мешканців. У 1442 та 1453 роках, знищуючи та грабуючи все на своєму шляху, тут проходить татарська орда. Близько 1477 року спадкоємці Яна із Сенна і Олеська — вдова Барбара та 5 синів — провели частковий поділ спадку, за яким замок залишився їх спільною власністю.
1512 року жителі навколишніх сіл знову збираються за кріпосними стінами, обороняючись від нападників. Цього разу фортеця облоги не витримала. Після відходу ворогів почалася відбудова. Але через сім років татари знову з'являються під замком. Один з його володарів, Марцін Каменецький, утік, а другий, Фридерик Гербурт, разом із своїми дружинниками героїчно загинув у битві під Сокалем 2 серпня 1519 року.
Це був останній татарський набіг на замок. Після цього життя в Олеську й околицях дещо стабілізувалося. Ожили торгові шляхи. Почалися роботи зі зміцнення кріпосних мурів і оборонних валів. Місто стало отримувати мито від чумаків, що везли сіль з Долини в напрямку Луцька. Виникали ремісничі цехи.
Каменецькі мали суттєві борги, у 1580 році їх частку придбав Станіслав Жолкевський. Частка Гербуртів дісталася Станіславу Даниловичу внаслідок шлюбного союзу. 1605 року Олеський замок з усіма навколишніми землями і маєтностями переходить у власність великого руського магната Івана Даниловича після його одруження з Софією Жолкевською.

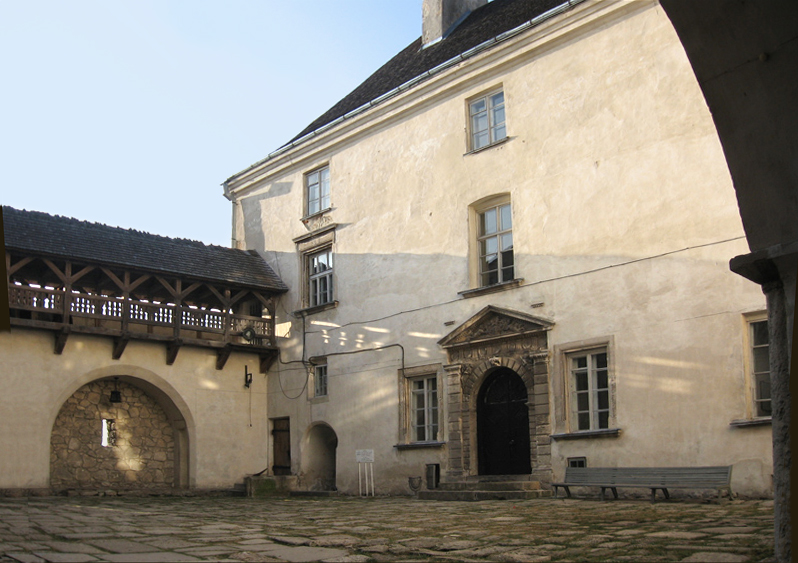
Олеський замок. Внутрішнє подвір'я

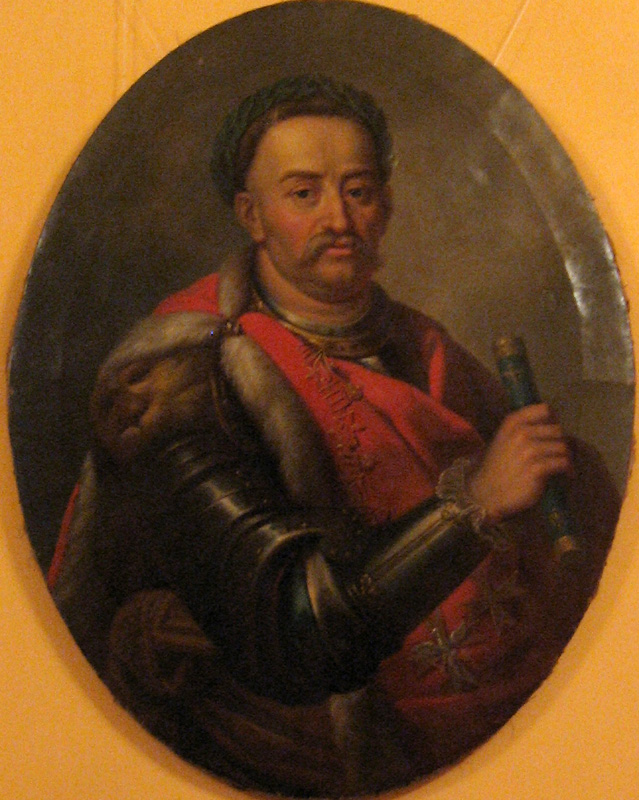
Польський король Ян Собеський, який народився в Олеському замку, власник замку

Ян (Іван) Данилович — типовий представник феодальної верхівки. Людина високоосвічена, чутлива до гуманістичних ідей, він, однак, не пропускав нагод поліпшити своє матеріальне становище і піднятися вгору по щаблях кар'єри. Не без розрахунку одружився з багатою нареченою Катериною Красіцькою (за її придане почав розбудову замку). Його другою дружиною стала донька коронного гетьмана Станіслава Жолкевського — Софія, за якою він отримав землі на Чигиринщині. Можна думати, що не без сприяння свого тестя Данилович став каштеляном львівським, а з 1614 року — воєводою руським. Він намагався добре влаштувати і своїх дочок. Сваволя у виборі женихів для них привела до трагічної події в замку: Адам Жолкевський, закоханий у його доньку Марціану, привселюдно вчиняє самогубство. Другу дочку, Теофілію, Данилович віддав за старосту красноставського Якова Собеського. У неї 17 серпня 1629 року народжується син, названий ім'ям діда,— майбутній переможець турків під Віднем, польський король Ян III Собеський.
Замок за Івана Даниловича набрав майже сучасного вигляду. Каплицю і сусідні приміщення перетворено в суцільний східний корпус. В іншому кінці розбудовано прямокутний західний, частина якого виступила за межі старого овального муру і теж досягла двох поверхів. З'являються аркові галереї, шикарні дверні портали і віконні рами, рясний декор — зокрема, на в'їзній вежі вирізьблено гербовий картуш Даниловичів.
У 1613 році власник заснував містечко Сасів, в Олеську побудував першу школу й лікарню для селян. Все це створювалося працею і коштом селян, ремісників. Для утримання тільки одного костьолу виділялося ціле село Розваж і збиралося по десятині від доходів із селян Йосипівки, Ожидова, Кутів, Сточина і Хватова.
Данилович був представником короля на Запорозькій Січі й намагався жити в злагоді з козацтвом. В нього на службі в Олеську був Михайло Хмель — батько Богдана Хмельницького. Коли Іван Данилович став чигиринським старостою, своїм підстаростою зробив Михайла Хмельницького, родина майбутнього гетьмана переселилася на хутір Суботів.
Ставлення Даниловича до Хмельницьких розкрилося у прагненні викупити Михайла з турецького полону, куди він потрапив після битви під Цецорою 1620 року. Донедавна вважалося, що під час цієї битви Михайло Хмельницький загинув, та виявлені документи свідчать про інше. Як сказано в судовій скарзі Даниловича, у листопаді 1627 року із замку втікають полонені турки й татари. Одного з них, за йменням Абдурахман, погоня наздогнала в селі Доброводах; Данилович планував обміняти його на полоненого підстаросту чигиринського Михайла Хмеля, оціненого в 500 червоних злотих. Невідомо, відбувся обмін чи йому перешкодила смерть самого ініціатора.
Своїм спадкоємцем Данилович збирався зробити сина Станіслава, вчив його за кордоном. Повернувшись, юнак деякий час перебував при королівському дворі, але після поєдинку з вінницьким старостою Адамом Калиновським утік з Кракова в Україну. В одній із сутичок з татарами він потрапив у полон і був убитий в наметі мурзи Кан-Темира. Другий син — Ян — помер дитиною. Отже, прямих нащадків не залишилося, і замок як придане Марціани перейшов до її чоловіка — Стефана Конецпольського.
Під час Визвольної війни українського народу під проводом Богдана Хмельницького селянсько-козацькі загони у 1648 році звільняють Олесько. Феодали втікли. Однак скоро представник роду Конецпольських знову повернувся в замок. Прагнучи жити у розкоші, він розділив маєтності між 17 кредиторами.
1681 року Ян Собеський, у той час уже польський король, виплативши борги Конецпольського, забрав замок собі і з 1684 по 1687 рік відремонтував його. Споруду повністю вкрито новим дахом, будуються господарські приміщення, відновлюється парк.

### XVIII століття

Інтер'єр однієї з кімнат

Війна з шведами і союз Петра I з поляками привели в Олеський замок російські війська, які стояли тут від 1707 року протягом 5 років.
У 1716 році замок переходить до сина короля — Якуба, який через 3 роки продав його Станіславу Матеушу Жевуському. Син Жевуського — волинський воєвода Северин — щедро прикрасив інтер'єри, перетворивши споруду в розкішний палац у стилі XVIII століття. Під керівництвом французького скульптора Леблана їх прикрасили камінами, ліпниною та розписами, зали оформлено в різних стилях. Також в цей період додано низенький третій поверх для прислуги.
Після смерті Северина Юзефа замком якийсь час володів його брат Вацлав Жевуський, у 1755 році всі цінності звідси перевезено до Підгорецького замку. 1796 року Олеський замок купив Олександр Зелінський. Це був час повільного, але постійного руйнування будівлі. Якщо ще наприкінці XVIII — на початку XIX століття були проведені значні реконструктивні роботи, то з середини XIX століття замком ніхто не займався. 1799 року в місті народився Вацлав Залеський (Вацлав з Олеська), автор збірника «Українські та польські пісні галицького населення». Іншою літературною подією, пов'язаною з замком, було перебування тут 1820 року письменника Юліана Нємцевича, який пізніше описав ці землі в своїх творах. Зокрема, Немцевич згадував: «Замок запущений… покій, де народився Собеський, зовсім зруйнований, повно сміття… В іншому крилі замку кімнати краще утримані… в одній з них є портрети Собеського, Жолкевського, Конєцпольського і Костюшки». Замок із ліцитації дістався Зелінському. Потрібно зазначити, що він багаторазово страждав від руйнацій, але, попри все, вистояв.

### XIX—XX століття
У 1806 році замок пережив пожежу. З 1824 року маєтком володіють Літинські, в цей час він зазнав найсуттєвіших руйнувань. Нищівним для могутньої споруди був землетрус 23 січня 1838 року — стіни розтріскались, ряд приміщень став непридатний для житлових цілей. Не менше пошкодили її самі власники. Якось випадково в одній з кімнат було знайдено замурований скарб. І відтоді почалися гарячкові пошуки інших коштовностей: розбивалися стіни з розписами, руйнувалися каміни, знімалися підлоги. 1875 року завалився колодязь. На кінець XIX століття Олеський замок перетворився на руїну.
За зібрані 1882 року у Львові кошти замок викупили, і він переходить у власність держави. Були різні думки щодо його використання. Пропонувалося відкрити тут інтернат для студентів учительської семінарії. Галицький сейм вважав за найкраще віддати споруду в розпорядження монастиря. Розглядався також такий варіант: в одній частині приміщення обладнати народну школу, а в другій — музей Яна Собеського. На це одна з газет у 1905 році писала: «Що народові з того, як он буде мати музей пам'яток по королях польських, а не буде мати хліба, щоби голод заспокоїти?»
Тріснутий корпус ззовні укріпили підпорами. 1891 року відновили дах та деякі кімнати, і з 1898 року тут відкрилася сільськогосподарська школа. Ще один етап реставрації розпочався 1933 року — тоді повільно відроджували інтер'єри, облаштували браму та дорогу до неї. 1939 року за радянської влади роботи призупинено, а школу закрито. Під час другої світової війни тут стояла дивізія Андрія Власова, а також утримували військовополонених. Пізніше розміщувалися військові склади. В повоєнний час замок занедбали, а серйозна пожежа 1951 року знищила його до голих стін — згоріли дахи з перекриттями та осипалася ліпнина.

## Замок-музей
Зі стану руїни замок вивела ґрунтовна реставрація і створення музею. З 1954 року взялися за створення проєкту реставрації, а 1958 року почалися власне будівельні роботи, переважно завершені до 1965 року. Були плани пристосування твердині під дім відпочинку. Однак замок передано Львівській картинній галереї для музейних цілей. У 1970—1974 роках під керівництвом Бориса Возницького тривало відновлення замку як архітектурної пам'ятки, йому повернено вигляд періоду найбільшого розквіту — кінця XVIII століття. До 1975 року створено експозицію, і музей відкрився. 1989 року отримав статус музею-заповідника.

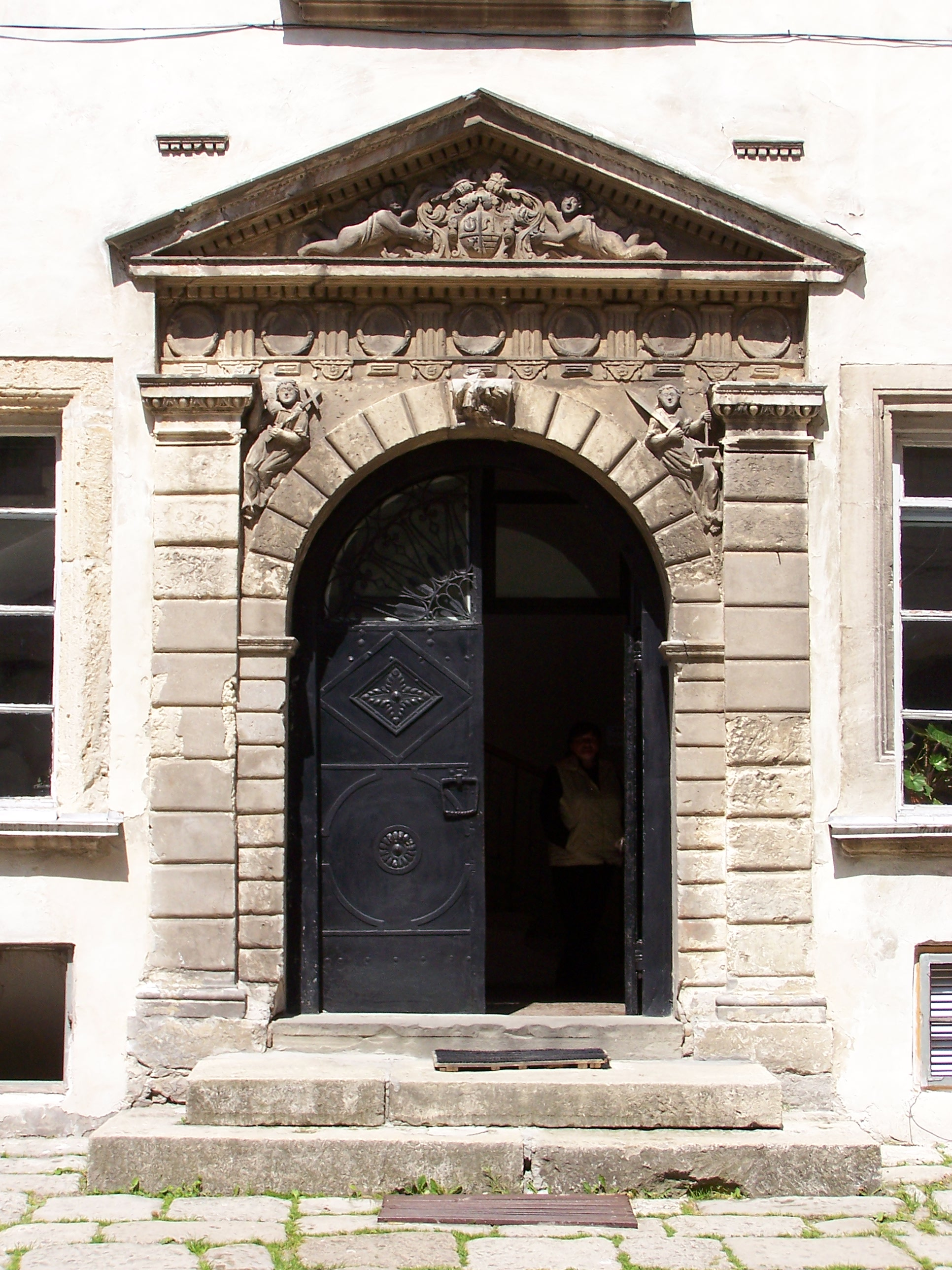
Портал з рустом
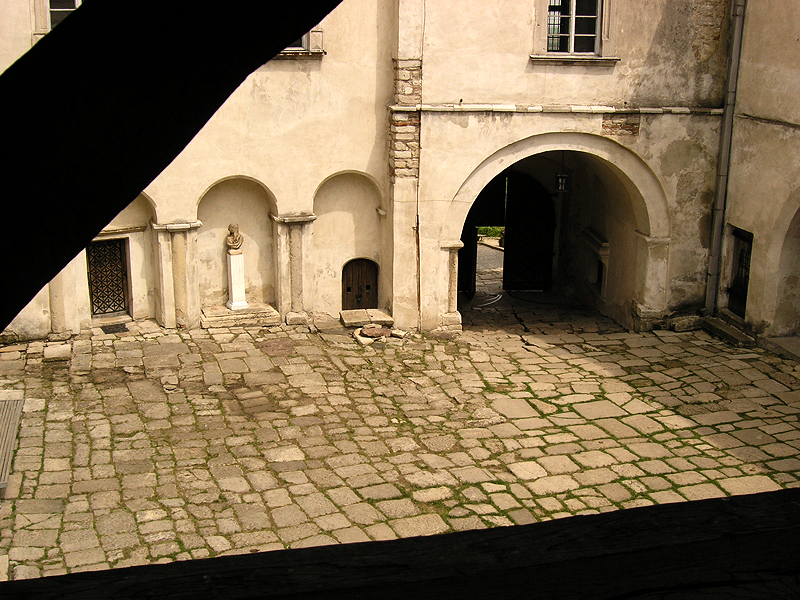
Подвір'я замку
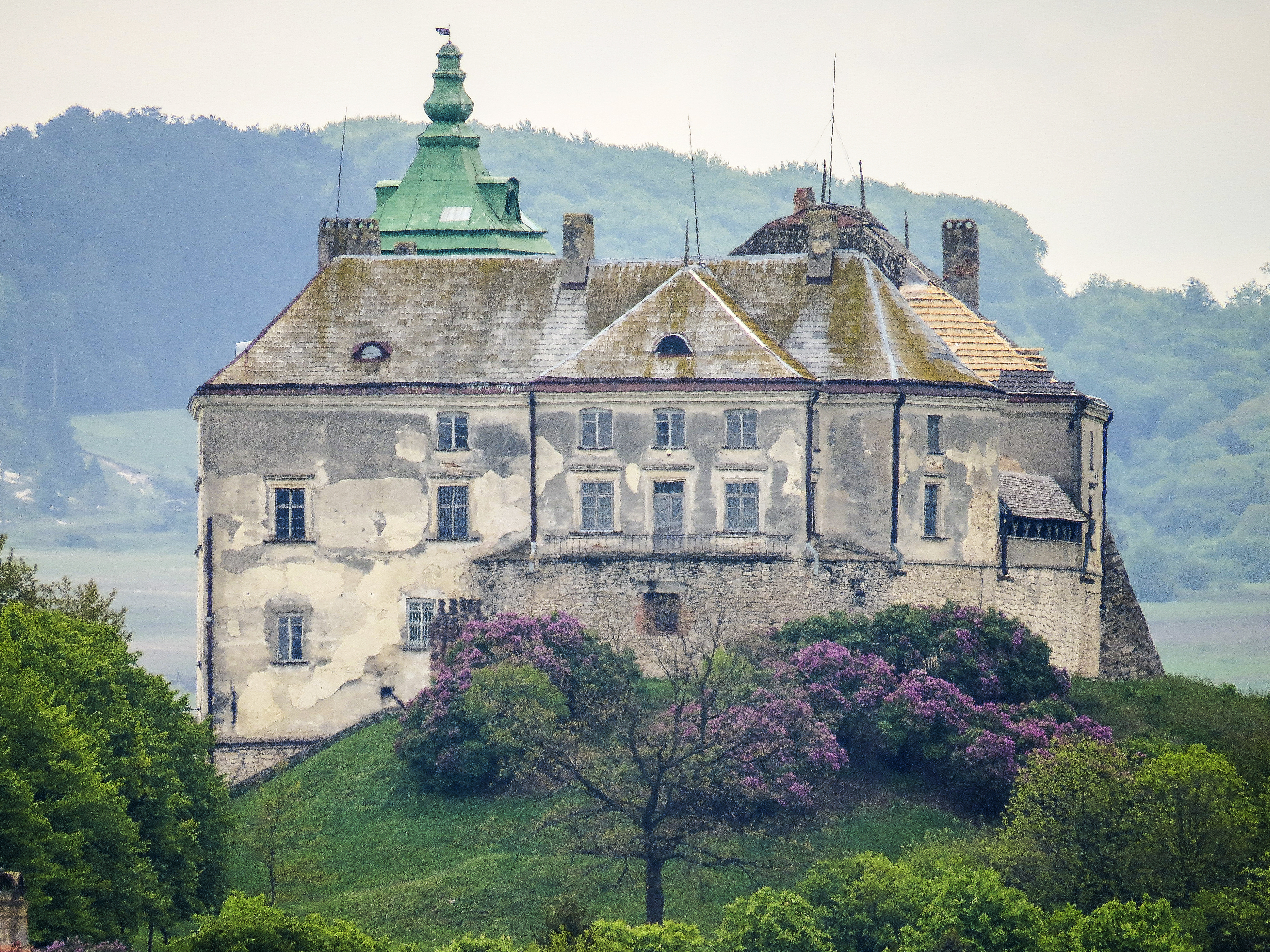
Олеський замок влітку

### Експозиція

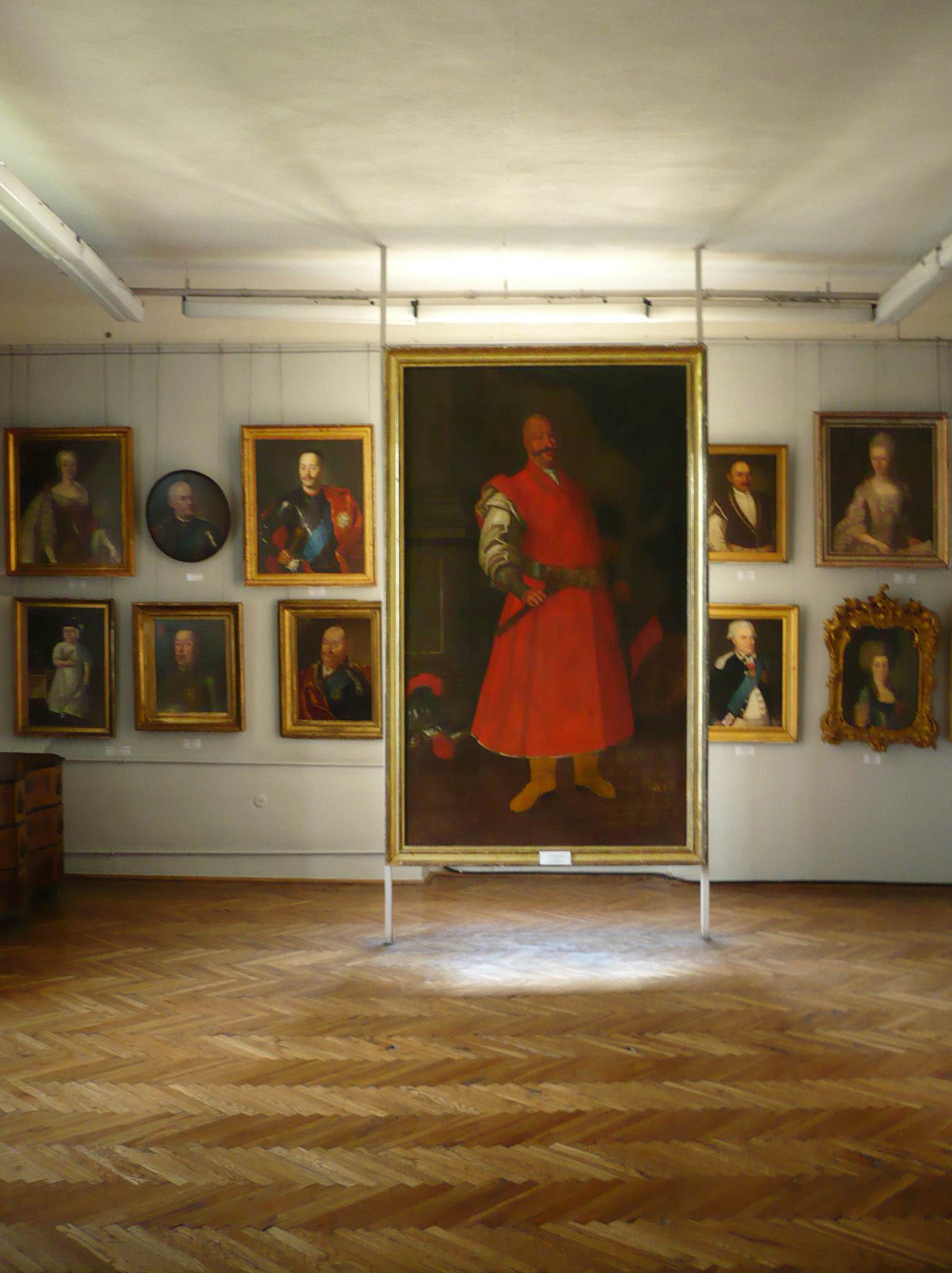
Портрети; на передньому плані Микола Василь Потоцький

Різноманітність фондів Львівської галереї мистецтв дала змогу створити своєрідну експозицію, що нагадує замкові експозиції в інших містах, але досить відрізняється від них. Бурхлива історія замку не сприяла збереженню багатьох автентичних речей, тому автентику представляють фасади будівлі, замкові портали, геральдичні рельєфи з каменю.
Музеєфіковані цокольні приміщення та приміщення першого поверху, що в давнину використовувалися як господарські. Житловими були приміщення другого та третього поверхів. Скрізь, де були залишки оздоб стародавніх інтер'єрів, вони відреставровані.
Палацовий характер інтер'єру частково збережений в сучасній музейній залі № 6. Над проєктом працював скульптор Леблан у другій половині XVIII століття. Тоді ж виконані декоративна ліпнина на північній стіні та карниз біля стелі. У XVIII столітті стелю прикрашав плафон на міфологічну тему (Викрадення Європи).
Альков прикрасили станковою мозаїкою. Суміш з фарби, гіпсу, товченого мармуру та алебастру наносили на стіну, комбінуючи різні кольори, що імітувало природний мармур. Мозаїки створюють архітектурні деталі, додатково прикрашені гірляндами з фруктів та квітів. Пошкоджені мозаїки збереглися у трьох залах і частково відновлені. Палацовий характер цих залів підсилюють оригінальні меблі XVII—XVIII століття та дві дерев'яні скульптури у повний зріст — алегорії чеснот.
Серед експонатів замку:
- стародавні неглазуровані рамкові кахлі XII століття;
- українські ікони;
- портрет Миколи Василя Потоцького;
- чотири портрети Жевуських, врятовані з палацу в Роздолі;
- мармурове погруддя доби відродження королеви Варвари Радзивілл;
- натрунні польські портрети;
- декоративна композиція «Вакх та Аріадна» (художник Юрій Семигиновський, що навчався у Римі у XVII столітті);
- зразки дерев'яної скульптури (серед яких роботи Йогана-Георга Пінзеля та його учнів)[10];
- надгробок Анни Сенявської, врятований з руїн замкової каплиці в Бережанах (гіпс, 1574 рік, пізнє відродження);
- західноєвропейські гобелени доби бароко та маньєризму («Поліфем», «Одісей» тощо).

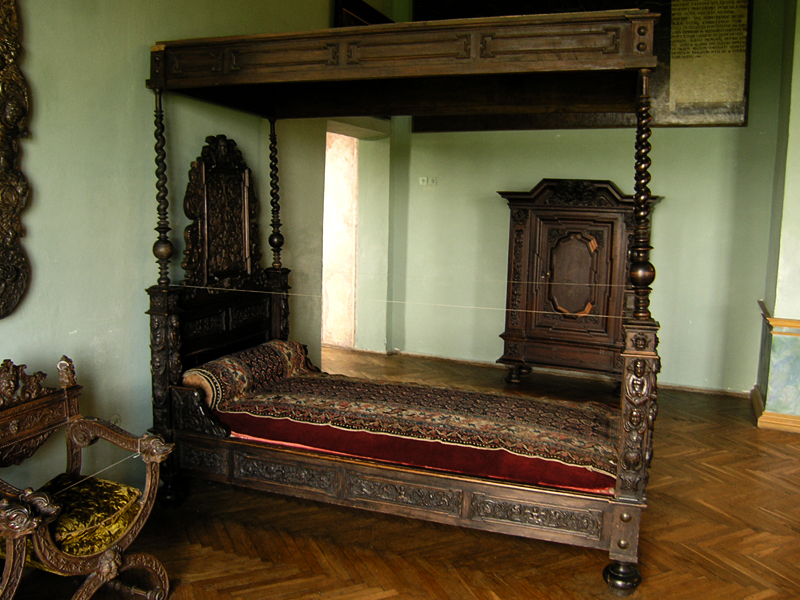
Стародавні меблі
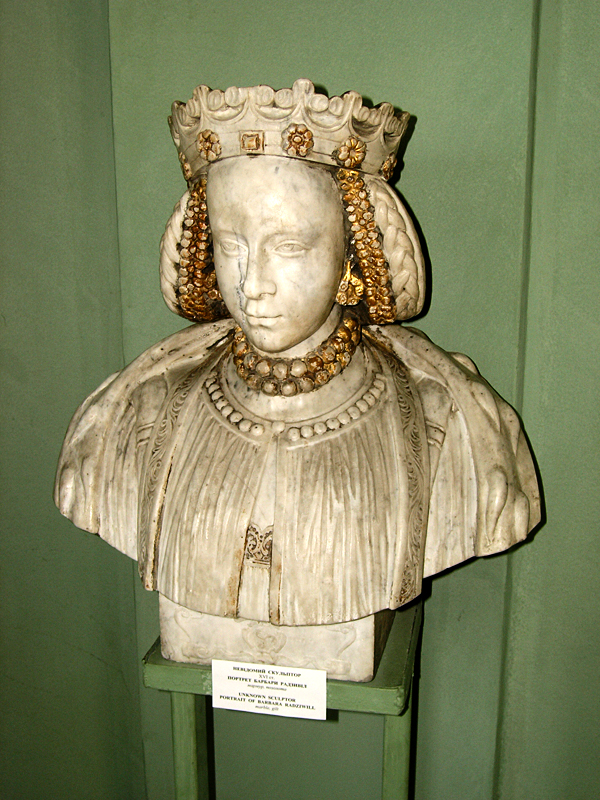
Погруддя королеви Варвари Радзивілл
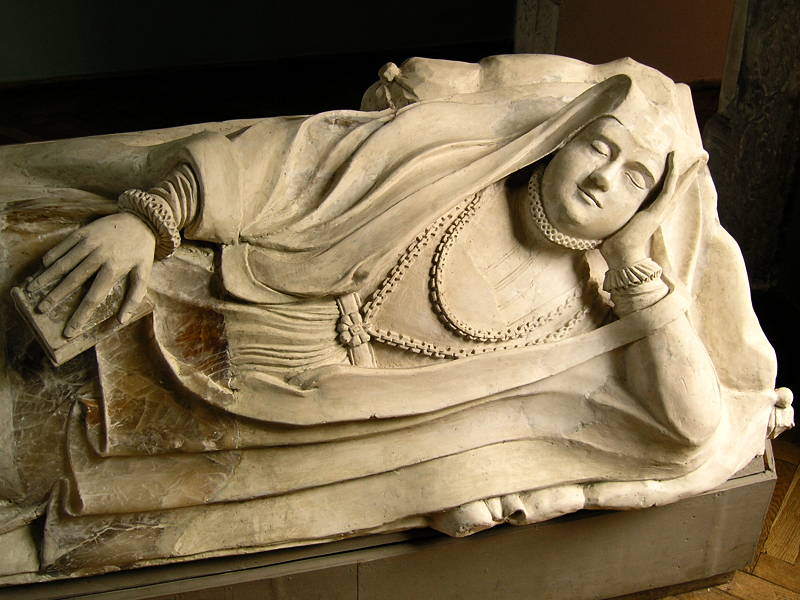
Надгробок Анни Сенявської
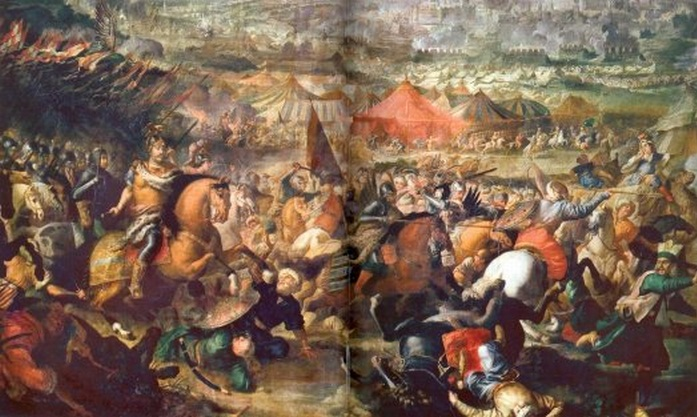
Мартин Альтомонте, «Битва під Віднем» (нижня частина картини — без панорами Відня, річки Дунаю і неба). 1688 рік
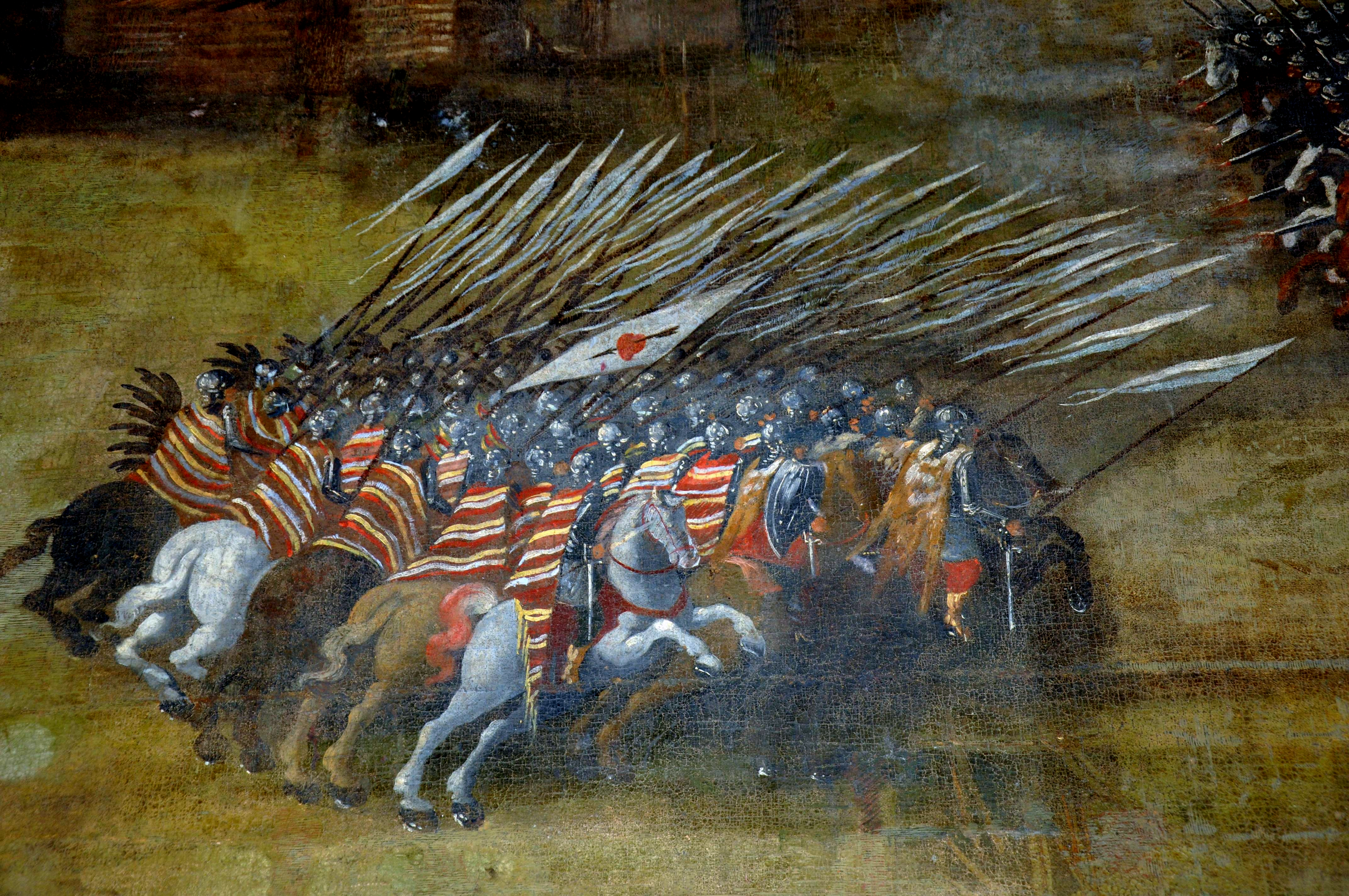
Фрагмент картини «Битва при Клушині» (художник Шимона Богушовича)
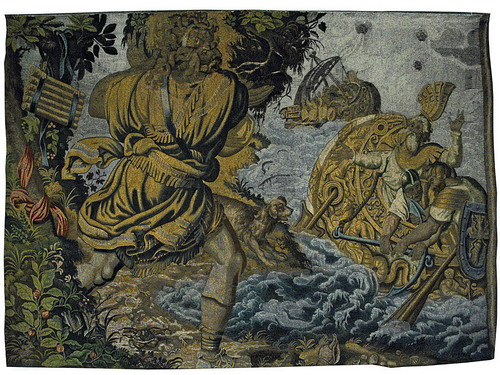
Гобелен «Поліфем кидає скелю в аргонавтів» (XVII століття)

#### Надгробок Анни Сенявської

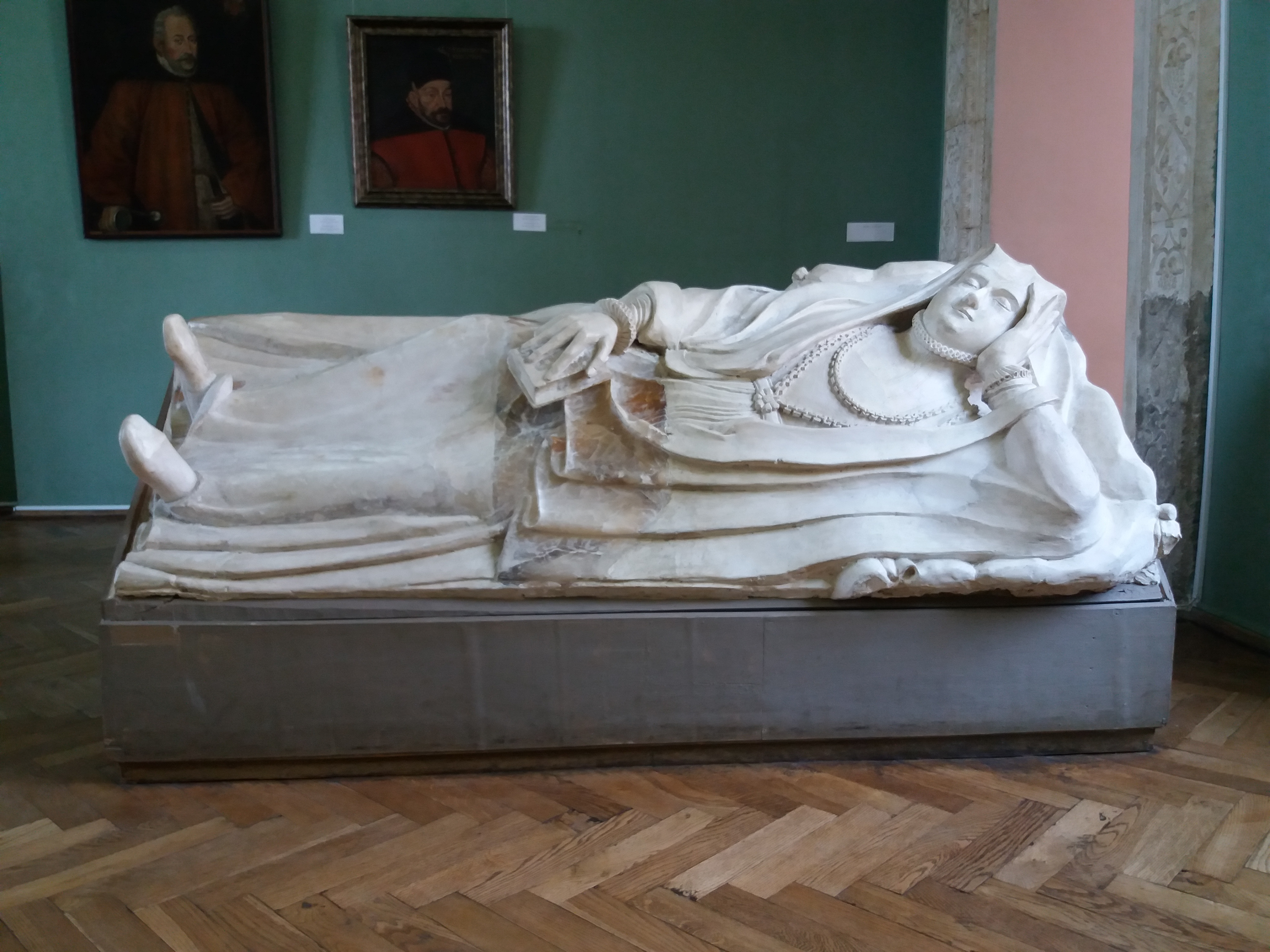
Надгробок Анни Сенявської в Олеському замку

Надгробок Анни Сенявської походить зі східної каплиці замкового костелу св. Трійці в Бережанах. Тепер перенесений до Олеського замку. Анна Сенявська була видатною постаттю своєї епохи, відомою не лише своєю благодійною діяльністю, а й як представниця української шляхти. Надгробок є важливим елементом історії та культури, що відображає естетичні та мистецькі традиції того часу.
Анна Сенявська з роду Сенявських жила в XVI—XVII століттях. Вона була дружиною князя Михайла Сенявського, одного з впливових державних діячів Речі Посполитої. Анна відзначалася активною участю у культурному житті, сприяла розвитку освіти та мистецтв.
Надгробок виконаний у стилі бароко, характерному для епохи, в яку жила Анна. Він складається з високого постаменту, на якому розміщено різьблену плиту з написами, що містять дані про покійну. Декор надгробка включає елементи релігійної символіки, що підкреслює її благочестиве життя.
Надгробок Анни Сенявської не лише служить місцем пам'яті, а й є важливим культурним артефактом, який ілюструє соціально-політичний контекст свого часу. Він привертає увагу істориків та туристів, слугуючи нагадуванням про спадщину української шляхти.

### Парк

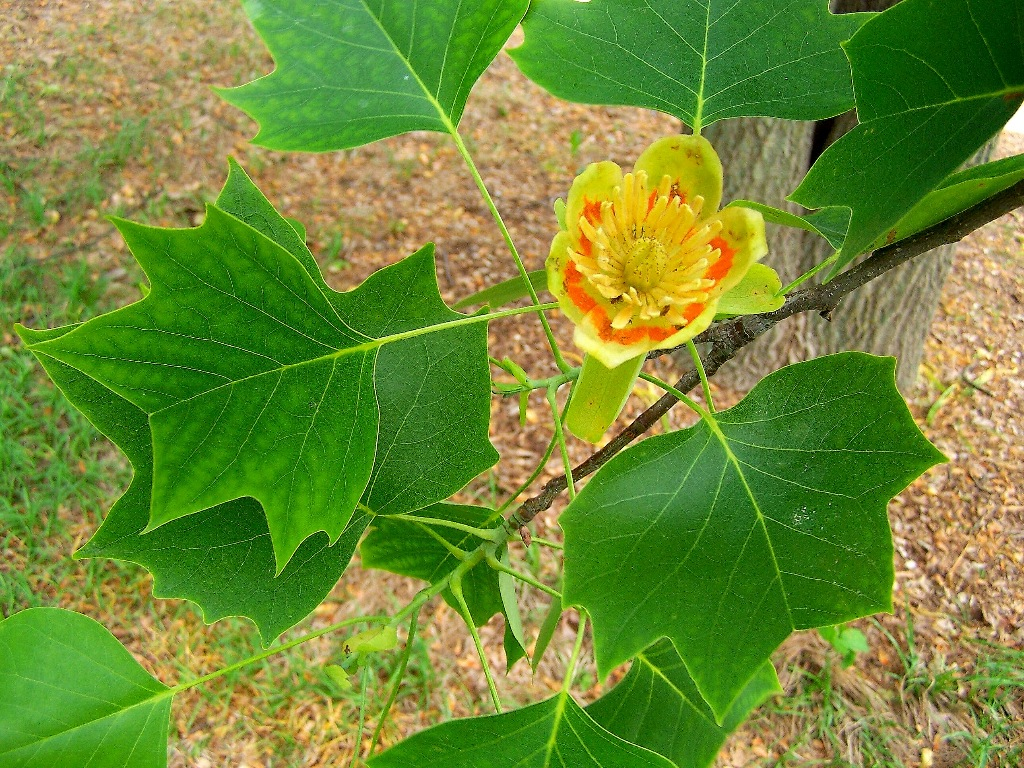
Ліріодендрон тюльпановий

Колись замок мав невеликий регулярний сад та пейзажний парк. Без відповідного догляду вони загинули. Реставраційні роботи в замку були перенесені і на навколишні території, упорядковані дикі хащі, зроблено декілька галявин, встановлено кілька сучасних скульптур. В парку висадили близько чотирьох тисяч дерев та кущів, серед яких:
- Катальпа бігнонієва
- Тюльпанне дерево американське
- Тис звичайний
- Береза
- Сосна

Упорядковані також водойми. Річка Ліберція повернута у старе русло довкола Олеського замку.

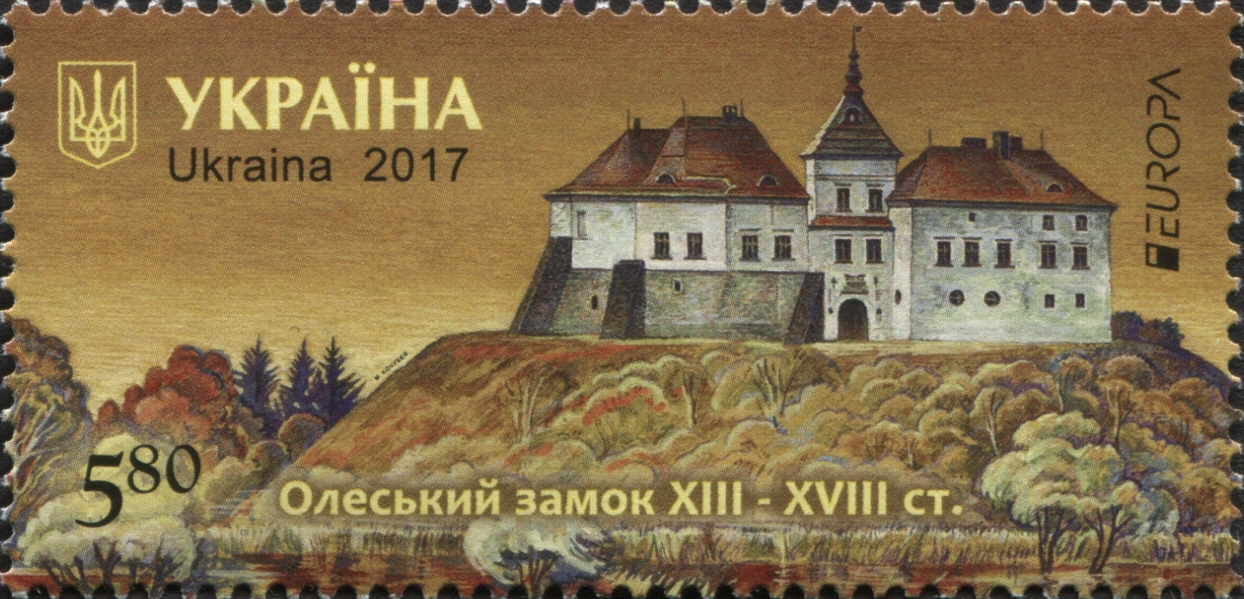
Марка Укрпошти «Олеський замок» (2017)

|                                                 |  |  |
| Пам'ятна монета НБУ, присвячена Олеському замку |  |  |

## Туристичні атракції
Станом на 2021 рік туристи мають можливість придбати в замку іменні сувенірні грамоти про набуття шляхетського стану та сфотографуватися з гетьманом, одягненим у стилізований костюм XVII століття.

## У філателії та нумізматиці
- 9 червня 2017 року національним поштовим оператором «Укрпошта» введено в обіг поштову марку «Олеський замок XIII—XVIII ст.» номіналом 5,80 грн. Марка, яку було випущено за програмою Європа (C.E.P.T.), представляла Україну у щорічному рейтингу поштових марок, який проводить об'єднання державних поштових операторів Європи PostEurop.
- 17 серпня 2021 року Національним банком України введено в обіг срібну пам'ятну монету номіналом 10 гривень «Олеський замок». Вона належить до серії «Пам'ятки архітектури України»

## В кіно
- Маринка, Янка і таємниці королівського замку.
- Д'Артаньян та три мушкетери